# Poole (Cheshire)
Poole is een civil parish in het bestuurlijke gebied Cheshire East, in het Engelse graafschap Cheshire.